# Sentiero di guerra
Sentiero di guerra (Warpath) è un film western del 1951 diretto da Byron Haskin.

## Trama
In una rapina a mano armata la fidanzata di John Vickers, capitano dell'esercito federale, viene assassinata da tre banditi. Dopo alcuni anni, John rintraccia uno dei tre malviventi e lo uccide. Seguendo la pista che porta agli altri due, si arruola nel 7º Cavalleria come soldato semplice e raggiunge il reggimento dislocato nelle vicinanze di una riserva indiana. Al forte, John entra in contrasto con il sergente O'Hara per aver messo gli occhi su Molly, la figlia del vivandiere. Quando il sergente O'Hara, nel corso di una missione pericolosa, gli spara alle spalle, John si rende conto che O'Hara è uno dei due banditi che cercava, mentre l'altro è il vivandiere. John, promosso sergente, scorta intanto un convoglio in territorio indiano, ma viene assalito e cade prigioniero dei pellerossa insieme al vivandiere e sua figlia. In attesa di essere giustiziato, apprende che quattromila indiani aspettano al varco le truppe di Custer. Mentre il sergente O'Hara affronta i pellerossa e si sacrifica, alcuni prigionieri riescono a fuggire e cercano, invano, di avvertire il generale Custer della trappola che lo attende.

## Produzione
Il film, diretto da Byron Haskin, è un western basato su un romanzo di Frank Gruber del 1949 intitolato Broken Lance e descrive alcuni degli eventi che portarono alla battaglia del Little Bighorn (1876). Fu prodotto da Nat Holt tramite la Nat Holt Productions. le scene spettacolari in esterno furono girate nella Crow Indian Reservation e nella contea di Yellowstone (Montana), mentre gli interni nei Paramount Studios a Hollywood, California, dal 21 agosto a fine settembre 1950.

## Distribuzione
Il film fu distribuito con il titolo Warpath negli Stati Uniti nell'agosto 1951 al cinema dalla Paramount Pictures.
Altre distribuzioni:
- nelle Filippine l'11 febbraio 1952
- in Svezia il 10 marzo 1952 (På krigsstig)
- in Finlandia il 1º agosto 1952 (Sotapolulla)
- in Portogallo il 15 agosto 1952 (Sede de Vingança)
- in Giappone il 23 dicembre 1952
- in Danimarca il 13 novembre 1953 (Farlig eskorte)
- in Germania Ovest l'8 luglio 1955 (Am Marterpfahl der Sioux)
- in Austria nel settembre del 1955 (Am Marterpfahl der Sioux)
- in Brasile (Sanha Selvagem)
- in Cile (La bala asesina)
- in Spagna (La senda de la guerra)
- in Francia (Le sentier de l'enfer)
- in Grecia (Atromitos lohias)
- in Grecia (To monopati tis ekdikiseos)
- in Italia (Sentiero di guerra)